# Анализа
Анализа (грчки ανάλυση, из старогрчког глагола ἀναλύειν, analyein – растворити) је процес „растварања“ концепта, пропозиције, мисли, лингвистичког система, као и било које поставке, на „крајње“ или једноставније саставне делове.
Зависно од научне гране се примењују различите аналитичке методе.
Хемијска анализа, се рецимо бави, идентификовањем хемијских елемената или раствора хемијским или физичким методама. При томе се разликују квалитативна ("Који хемијски елементи?") и квантитативна анализа ("Колико има одређеног хемијског елемента?").
Већина научних грана (нпр. социјалне и економске науке, информатика, итд.) за анализу примењују одређене статистичке алате. Анализа података одговара фази идентификације и интерпретације сакупљених података. Више података може да се комбинује у показатеље који указују на стање неке појаве са циљем испитивања узрока који су до тог стања довели. Класификација појава на основу вредности добијених показатеља је циљ компаративне анализе.
Аналитичка фаза је потребан корак при решавању проблема или побољшавању ситуације.
Један од проблема аналитичког приступа у наукама као и у филозофији, је тај што он подразумева да се самом анализом стање ствари које се анализирају не мења. Са овим проблемом се чешће може сусрести у логици и филозофији него у емпиријским наукама, али и у научној пракси се јавља, као на пример у квантној физици.
Многи филозофи оспоравају универзалну могућност примене анализе јер, по њима, њена дословна употреба при покушају решавања већине филозофских проблема доводи до апсурда. Ови филозофи су углавном припадници праваца директно супротстављених тзв. аналитичкој филозофији.